# 1707年聯合法令
1707年聯合法令（英語：Act of Union 1707）是指英國現有的兩條國會法令：由英格蘭國會通過的《1706年與蘇格蘭聯合法令》（英語：Union with Scotland Act 1706）和由蘇格蘭國會通過的《1707年與英格蘭聯合法令》（英語：Union with England Act 1707）。此兩條法令落實兩國議會代表在1706年7月22日簽訂的《聯合條約》，將原只為共主邦聯的兩國合併成單一王國──大不列顛王國。
1603年蘇格蘭國王詹姆士六世繼承其表姑祖母英格蘭女王伊丽莎白一世的王位，即英格蘭國王詹姆士一世，此後英格蘭和蘇格蘭結為共主邦聯。儘管此事被稱作「君位合併」（Union of Crowns），但實際上兩國仍各自擁有獨立的君主頭銜、政府和議會。兩國在1707年前曾三度（1606年、1667年和1689年）試圖以法令方式合併，但要直至十八世紀初兩國政府才各自因不同原因支持合併成單一國家。
兩條法令均於1707年5月1日生效。於當天，原有的蘇格蘭國會和英格蘭國會合併成大不列顛國會，依舊位處伦敦的威斯敏斯特宫，即原英格蘭國會會址，故此兩條法令也被稱作「國會合併」（Union of Parliaments）。歷史學家西蒙·沙玛指兩國合併一開始為「相互帶著敵意的合併，但結果則是一影響全世界的帝國……這是歐洲歷史上其中一個最令人意外的變革。」

## 1707年前的政治背景

### 1603年至1660年
1603年以前英格蘭和蘇格蘭為兩個各奉其主的獨立王國。由於在位的英格蘭女王伊丽莎白一世終身未婚，在1567年她認定信奉新教的斯图亚特王朝的蘇格蘭國王詹姆士六世為繼承人。1603年英格蘭女王伊丽莎白一世駕崩，蘇格蘭國王詹姆士六世遂登基為英格蘭國王詹姆士一世。即位不久他就打算合併兩國，並用皇家特權改稱自己作「大不列顛國王」，為將來兩國合併打下基礎。
《1603年英格蘭與蘇格蘭聯合法令》確定由兩國議會設立聯合委員會以商討合併事宜，但由於英格蘭國會擔憂英格蘭會因而實行類似蘇格蘭的君主專制體制，結果詹姆士被迫撤回兩國合併的提案。詹姆士轉而試圖合併英格蘭教會和蘇格蘭教會，以打下未來合併兩國的基礎。不過兩國教會雖然均實行主教制（蘇格蘭教會在1597年被迫改行主教制），但教義上卻完全不同；蘇格蘭教會信奉加爾文主義，並認爲很多英格蘭教會奉行的聖禮與天主教無異，而其内部支持長老制的勢力也未曾被肅清。結果詹姆士和其子查理一世試圖在蘇格蘭推行宗教聯合時遇到了重重阻力，宗教政策甚至成爲1639年至1651年三國之戰的導火索之一。

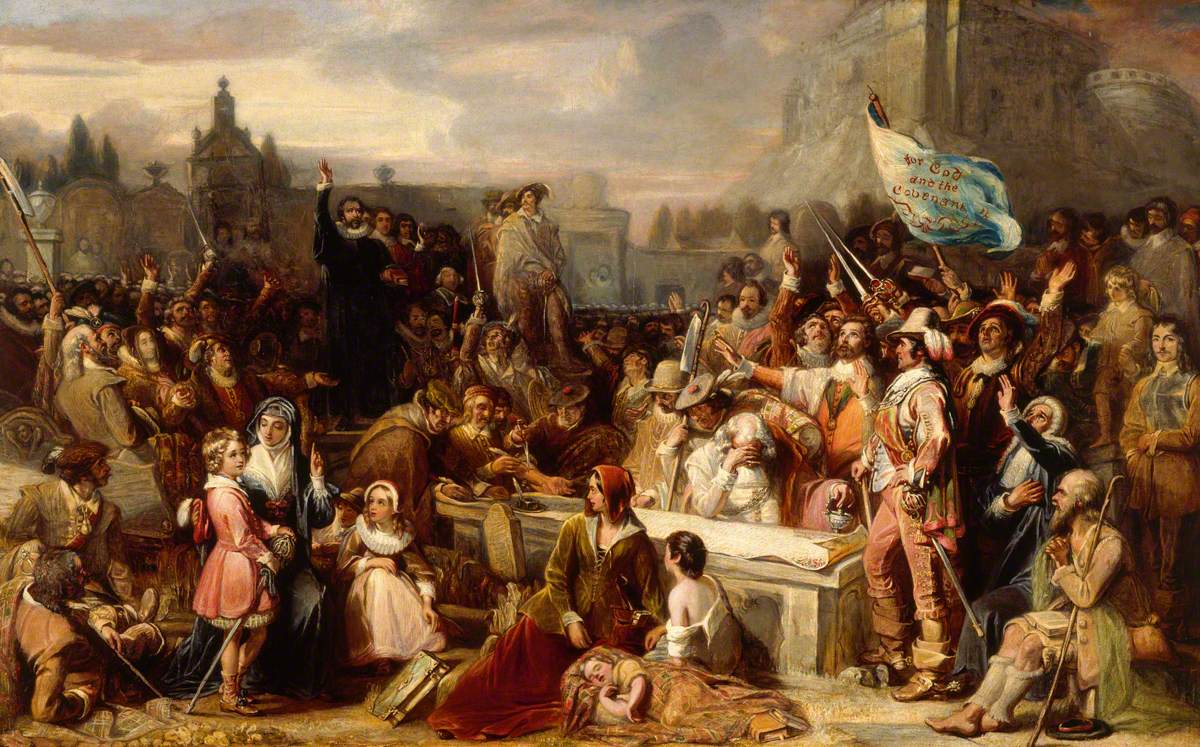
蘇格蘭民衆反對斯圖亞特王朝推行的宗教聯合政策，最終導致1638年的《民族誓約》（National Covenant）以及誓約派的興起

1639年至1640年的主教戰爭確立蘇格蘭教會實行長老制，及教權獨立於政權。獲勝的誓约派（Covenanters）——即長老制支持者——也因而控制蘇格蘭政權。1642年第一次英格蘭內戰開打時蘇格蘭原先保持中立，但誓约派領袖如第一代阿蓋爾侯爵擔憂保王黨一旦獲勝將會影響英格蘭與蘇格蘭的自由貿易，以及查理將趁機迫使蘇格蘭教會改行主教制，故誓约派與圓顱黨——英格蘭國會派——於1643年簽訂《嚴肅同盟誓約》，同意為英格蘭國會提供軍事支持，條件為英格蘭教會也改行長老制。儘管條約中多次提及英格蘭、蘇格蘭和愛爾蘭三國之間的「聯合」，但條約並未包含任何政治上的聯合（政治聯合除了部分誓约派中的激進派別如教會黨（Kirk Party）外未曾得到支持），甚至宗教上的聯合也遭到英格蘭教會中佔多數的主教制支持者和要求教會改行會眾制的獨立派支持者（Independents）如新模範軍領袖奧利華·克倫威爾等人的反對。
長老派在政治上較爲保守（同意君權神授，與保王黨相近），與保王黨相比更爲擔心獨立派和其他激進派別如平等派（Levellers）對蘇格蘭宗教事務的影響——長老派與保王黨只是對教權是否獨立於政權之外有不同立場。結果當查理一世在1646年投降時，部分長老派支持者——稱作和解誓约派（Engagers）——改爲與保王黨聯盟（條件是英格蘭教會試行長老制三年)，試圖協助查理一世復辟。
當查理一世在第二次英格蘭内戰（1647年－1648年）中被打敗後，蘇格蘭被新模範軍占領以肅清和解誓约派，政權也改由教會派控制。克倫威爾在1648年十二月肅清英格蘭國會内長老派議員，更於次年一月在未曾通知蘇格蘭國會的情況下處決查理一世，前者被蘇格蘭視作背叛同盟，後者則被視為對君權神授的褻瀆。蘇格蘭國會遂而擁戴查理二世為蘇格蘭和大不列顛國王，並承諾查理二世會復獲英格蘭的王位。1649年至1651年的第三次英格蘭内戰中蘇格蘭敗北，標記著誓约派勢力的瓦解，蘇格蘭也因而併入克倫威爾領導的英格兰联邦。1652年的《聯合宣告》及1654年4月12日的《護國公有關英格蘭和蘇格蘭聯合條例》（An Ordinance by the Protector for the Union of England and Scotland）均宣告蘇格蘭與英吉利共和國合併，改國號為英格蘭、蘇格蘭和愛爾蘭共和國。第二護國公議會在1657年通過《聯合條例》後，英格蘭、蘇格蘭和愛爾蘭三國國會合併為一（仍位處威斯敏斯特宫），由全體英格蘭議員和120名分別來自蘇格蘭和愛爾蘭的代表組成。

### 1660年至1707年

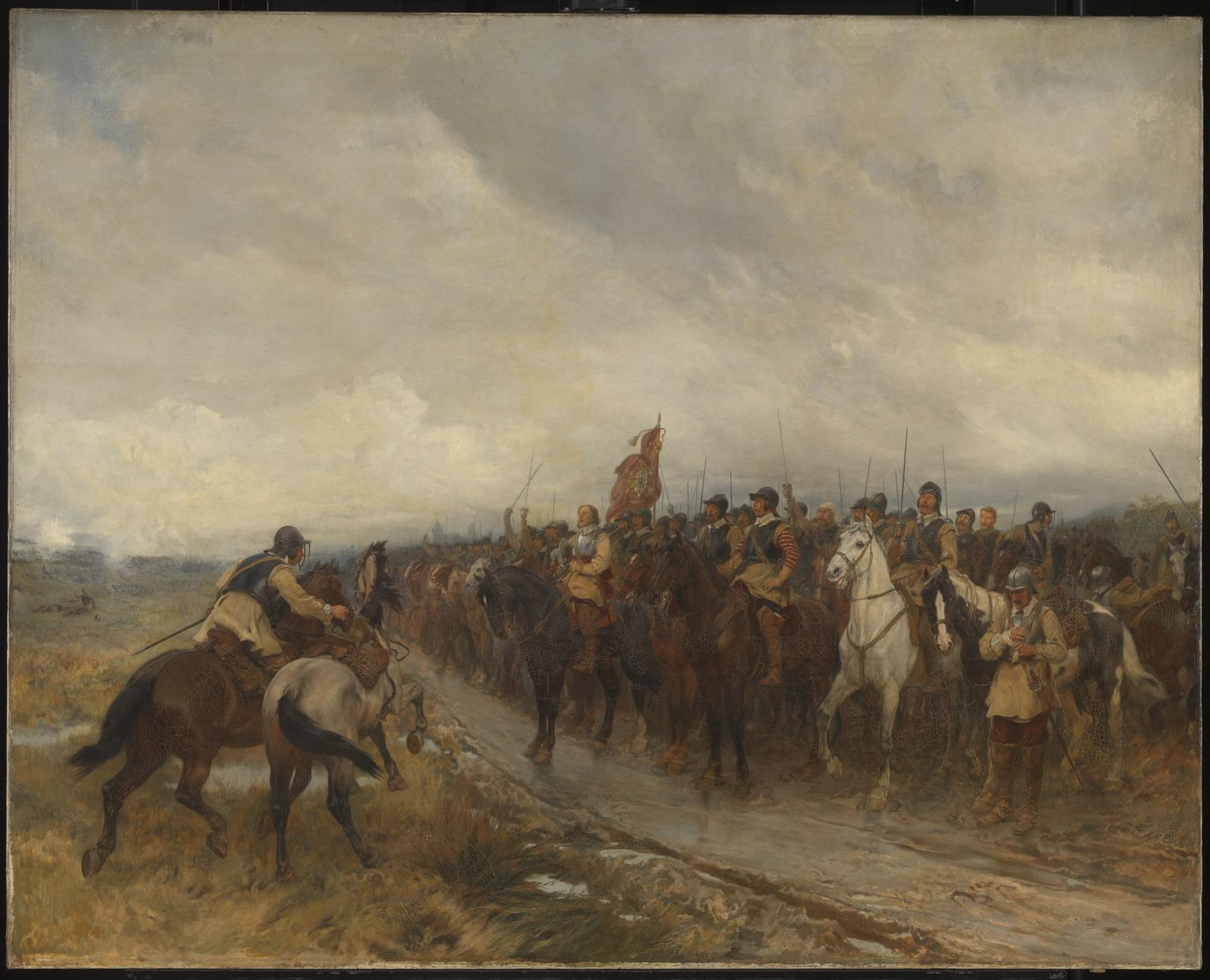
鄧巴戰役 (1650年)；蘇格蘭在1650年至1651年的英蘇戰爭中戰敗，結果被併入英吉利共和国。

雖然併入英吉利共和国保障蘇格蘭和英格蘭之間的自由貿易，但英吉利共和国對兩地貿易均課以重稅，來維持在蘇格蘭的軍事占領。結果貿易帶來的經濟利益被重稅所削弱，英吉利共和国在兩國也失去民衆支持，導致其在1660年查理二世復辟後遭廢除。復辟後蘇格蘭的經濟被1660年和1663年的航海法案以及第二次英荷戰爭（荷蘭為蘇格蘭最大出口國）所重創。儘管在1668年1月英蘇兩國設立了貿易委員會（Anglo-Scots Trade Commission）以解決貿易爭端，但英格蘭因蘇格蘭不能提出有利條件而不願在貿易方面多做讓步，結果談判失敗收場。1669年查理二世再度提議政治聯合以切斷蘇格蘭與荷蘭的政治與經濟聯繫（查理二世仍視荷蘭為敵人），並實現其祖父詹姆士一世合併兩國的野心，但兩國議會的反彈導致提議在1669年底流產。
1688年的光荣革命過後，1689年4月蘇格蘭國會在愛丁堡舉行了三級會議以決定是否承認新即位的威廉三世和瑪麗二世為蘇格蘭國王和女王。在會議當中部分主教（復辟後蘇格蘭教會重新改行主教制）提議政治聯合以試圖維持主教制。雖然威廉和瑪麗均支持此議案，但由於佔大多數的長老制支持者和英格蘭國會反對而沒有通過。主教制在1690年被廢除，導致其支持者覺得被英格蘭背叛，形成日後反對聯合法案勢力的基礎。1690年代對蘇格蘭來説也是多災多難的十年：歐洲踏入小冰河期，導致蘇格蘭從1695年起出現饑荒，約5－15%人口因而餓死；1698年苏格兰對非洲及印度貿易公司獲准向公衆募資，並投資於威廉·佩特森的达连计划——試圖在巴拿馬地峽附近建立屬於蘇格蘭的殖民地。該計劃最後為蘇格蘭帶來災難性的後果：超過十五萬英鎊的損失，更將近摧毀了蘇格蘭的商業制度。

## 訂立動機

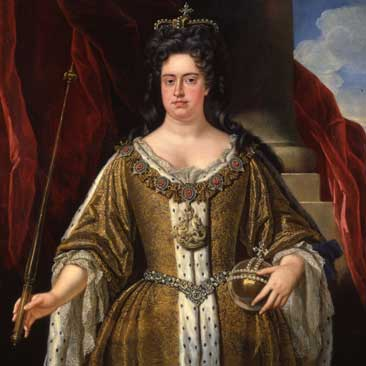
1702年的安妮女王

聯合法令除了有其歷史遠因外，也可被視作為歐洲在十七世紀後期到十八世紀初各國增加中央集權的一部分。當時除了部分共和國如荷蘭共和國及威尼斯共和国外，其他實行君主制的國家如法國、瑞典、丹麥和西班牙都在逐步增加中央政府的權力。
1647年至1651年的兩次内戰已經顯示出在共主邦聯制度下兩國議會互相反對所導致的後果，而1679年至1681年的王位排除危機更突顯出兩國議會之間的矛盾：英格蘭議會試圖以《王位排除法》剝奪信奉天主教的詹姆斯繼承其兄為英格蘭國王的權利，但蘇格蘭國會則通過《王位繼承法》承認君權神授、並確保詹姆斯的繼承權不受宗教因素影響、更宣佈全體國民須對君主及獨立的蘇格蘭政府宣誓效忠。《王位繼承法》當中也進一步表明一旦詹姆斯被排除在英格蘭王位之外，英國將「無可避免」會出現「致命並可怖的」内戰。
兩國議會的矛盾在1688年的光荣革命中也再度顯露出來。英格蘭國會支持玛丽二世取代其父詹姆斯為英格蘭女王，但反對她的丈夫威廉三世加冕為英格蘭國王，與玛丽共治英格蘭（國會最後只因瑪麗的執意要求，以及威廉以返回荷蘭作脅，才承認威廉為英格蘭國王）；相反蘇格蘭國會則一直支持信奉歸正宗的威廉加冕為蘇格蘭國王。儘管蘇格蘭國會與威廉在保留主教制和法案委員會等事宜上曾一度僵持，但威廉最後因1689年詹姆斯黨叛亂而退讓。

### 英格蘭
儘管英格蘭在《1701年嗣位法令》中確立王位會由汉诺威王朝中皈依新教的成員繼承，但蘇格蘭未曾確立類似法案，意味蘇格蘭王位可能在安妮女王去世後由其他人繼承。蘇格蘭國會在1704年通過的《安全法令》中列明國會有權在安妮去世後選擇繼承人，更規定除非英格蘭允許蘇格蘭自由貿易和航行的權利，否則繼承人人選不能與英格蘭的人選相同。因此英格蘭希望透過聯合法案來確保兩國王位將由同一人繼承。

### 蘇格蘭
蘇格蘭的經濟被大同盟戰爭（1688年－1697年）和1701年開始的西班牙王位繼承戰爭所導致的私掠所影響（皇家海軍只保護英格蘭船隻），加上因达连计划而帶來的損失及1695年起的饑荒（約5-15%人口因而餓死）導致蘇格蘭試圖以政治聯合來換取經濟援助及英格蘭放寬貿易限制的承諾。蘇格蘭國會中佔多數的親英格蘭勢力（内廷黨和飛行小隊）確保條約在議會順利通過。條約第十五條列明英格蘭將向蘇格蘭支付398,085鎊10先令以償還蘇格蘭政府歷年累積的國債。此筆款項當中的58.6%被用作支付因達連計劃而蒙受損失的蘇格蘭公司債權人和股東。
除此之外，英格蘭向蘇格蘭議員所給予的賄款也一定程度上確保條約能於國會通過，不過其實際影響則不甚明確：在游説當中格拉斯哥伯爵代表英格蘭一共向議員行賄20,000英鎊，當中60%交給時任蘇格蘭國會女王代表昆斯伯里公爵。同時代支持合併的蘇格蘭詩人羅伯特·伯恩斯曾諷刺指「我們（支持者）被人以英格蘭的金幣買賣，可謂一群國家中的無賴」。但歷史學家克里斯托弗·惠特利指雖然賄賂確實存在，但大部分議員本身也勉强支持合併所帶來的經濟效益，故賄賂所帶來的影響並非如後世所傳的如此重要。
喬治·駱克，唯一一位反對聯合條約的蘇格蘭代表，指「整個蘇格蘭都在反對條約」，而支持條約的另一位代表，詹姆斯·克拉克，則認爲合併一事「至少與四分之三國民的意願相違背」。反對條約的民衆主要擔心合併後會對蘇格蘭内部經濟造成打擊和導致加稅，或是擔心蘇格蘭教會會因此被英格蘭教會吞併。他們主要在各級政府和國會會址外請願及遞交陳情書。直至簽約當天，蘇格蘭國會未曾收到任何支持合併的陳情書，國會當天亦因擔憂會出現暴動而宣佈國内戒嚴。

## 條約及法令通過

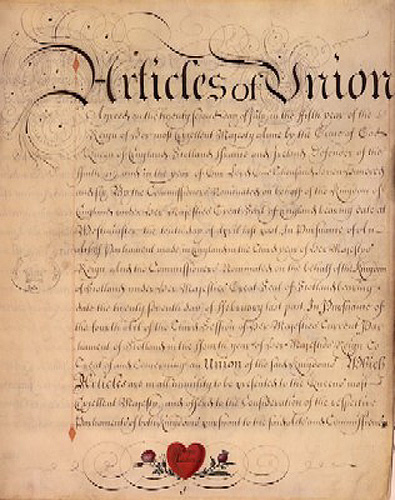
1707年簽訂的聯合條約

1702年登基後安妮女王一直以加深兩國政治聯繫為目標。在安妮和其兩國大臣支持下，1705年兩國國會同意就合併一事重新展開談判以求達成聯合條約。兩國分別委任31名代表參與談判。大部分蘇格蘭代表均支持合併，當中有一半是政府大臣和其他官員。蘇格蘭一方的主要代表有昆斯伯里公爵和蘇格蘭大法官錫菲爾德伯爵。而英格蘭一方則委任了庫務大臣戈多芬伯爵、掌璽大臣古柏男爵和其他支持合併的輝格黨黨員參加。由於托利党反對合併，英格蘭代表中只有一人屬於托利党。
談判在1706年4月16日至7月22日間在倫敦的鬥雞劇場進行，在几天内雙方就在王位繼承權與貿易政策上達成一致：蘇格蘭承諾汉诺威王朝會在安妮去世後繼承蘇格蘭王位，而英格蘭則承諾在貿易上會平等對待蘇格蘭和英格蘭商人。談判在7月完結後，條約被交由兩國國會表決。蘇格蘭國會内227名議員中大約100名屬於支持法令、親英格蘭的内廷黨；此外大約25名屬於飛行小隊的議員——包括蒙羅斯侯爵和羅克斯堡公爵——也支持條約通過。反對條約的議員被稱作國家黨，當中包括漢密爾頓公爵、貝翰文勳爵和安德魯·弗萊徹。内廷黨獲得來自英格蘭的大量金錢支援，成員也包括部分因达连计划而欠債纍纍的議員。
昆斯伯里公爵由於積極推動條約通過，在英格蘭備受稱頌。當他在1707年4月前往倫敦出席慶典時受到衆多貴族及紳士的列隊歡迎，人龍由倫敦市一直延申至奇平巴尼特。他在4月17日正式受到安妮女王接見。

## 條約内容
聯合條約共有二十五項條款，其中十五項與經濟有關。在蘇格蘭，條約由國會逐條表決，部分條款更被轉交專責委員會審議。

安妮女王的紋章──都铎玫瑰和蘇格蘭薊花同出一莖

條約第一條列明英格蘭與蘇格蘭會在條約生效後的第一個5月1日合併，並規定合併后采用的國旗。此條款在1706年11月4日以116票對83票的多數通過。爲了安撫蘇格蘭教會，蘇格蘭國會通過法令確保條約生效后教會將繼續為蘇格蘭國教，並實行長老制。法令通過后雖然教會不再公開反對聯合條約，但部分基層牧師仍繼續反對條約。條約最後在1707年1月16日以110票對69票的優勢正式獲得通過。條約也列明蘇格蘭在合併後可由貴族中委任代表議員於上議院議事，並保證蘇格蘭教會將維持國教地位。高等民事法院將繼續為蘇格蘭境内的最高民事法院，原有的蘇格蘭法律制度亦將繼續有效。
條約亦重申《1701年嗣位法令》同時適用於兩地，並禁止天主教徒繼承王位。條約也設立了兩地之間的關稅和貨幣聯盟。
最後條約列明所有與條約相衝突的法律將自動被廢除。

### 相關法案
在條約生效前蘇格蘭國會通過《1707年新教及長老教會法令》保證長老教會在合併後將仍為蘇格蘭國教，英格蘭國會隨後也通過類似法案以確保合併後聖公會將仍為英格蘭國教（6 Anne c.8.）。而在條約生效後，大不列顛國會通過法案（6 Anne c.40，及后定名為《1707年與蘇格蘭聯合（修訂）法令》將英格蘭與蘇格蘭兩國的樞密院合并，並將原由蘇格蘭政府負責的事務轉交由每一郡中新任命的太平紳士（下轄於司法院）負責。《1708年叛國法令》則將原蘇格蘭法當中叛國罪的定義改爲英格蘭法當中的定義。

## 評價
歷史學家喬治·克拉克認爲蘇格蘭在合併後能「與英格蘭和其殖民地自由貿易及開拓新市場」，又能同時保護當地獨立的教會與司法制度。而對英格蘭來説，克拉克則認爲：
英格蘭在聯合法案中的得益可謂無價。蘇格蘭接受由漢諾威王朝繼承王位，並放棄了能威脅英格蘭軍事安全和貿易的力量……大不列顛在十八世紀的軍事成果應歸功於兩國的合併。

## 三百周年紀念
2007年5月英國發行了2英鎊紀念幣以紀念聯合法案通過300周年，而蘇格蘭政府在同年也舉辦多項活動，包括在蘇格蘭國立博物館和蘇格蘭國立美術館展出多項與聯合法案相關的收藏品及人物畫像。

## 蘇格蘭議會投票取向

批准聯合條約的郡和自治城鎮代表地圖：
全部代表棄權
全部在席代表支持
大部分在席代表支持
支持及反對代表人數相同
大部分在席代表反對
全部在席代表反對

| 議員       | 議員                                          | 等級／職位或代表選區                 | 政黨       | 意向 |
| ---------- | --------------------------------------------- | ------------------------------------ | ---------- | ---- |
|            | 第一代蒙羅斯公爵詹姆斯·格雷姆                 | 第二級（貴族）／樞密院議長           | 内廷黨     | 支持 |
|            | 第二代阿盖尔公爵约翰·坎贝尔                   | 第二級（貴族）                       | 内廷黨     | 支持 |
|            | 第二代特威代爾侯爵約翰·海伊                   | 第二級（貴族）                       | 飛行小隊   | 支持 |
|            | 第二代洛錫安侯爵威廉·克爾                     | 第二級（貴族）                       | 内廷黨     | 支持 |
|            | 第二十三代馬爾伯爵約翰·厄斯金                 | 第二級（貴族）                       | 内廷黨     | 支持 |
|            | 第十六代薩瑟蘭伯爵約翰·戈登                   | 第二級（貴族）                       | 内廷黨     | 支持 |
|            | 第九代羅西斯伯爵約翰·漢密爾頓-萊斯利          | 第二級（貴族）                       | 飛行小隊   | 支持 |
|            | 第十一代莫頓伯爵詹姆斯·道格拉斯               | 第二級（貴族）                       |            | 支持 |
|            | 第十二代格倫凱恩伯爵威廉·康寧漢               | 第二級（貴族）                       |            | 支持 |
|            | 亞伯科恩公爵                                  | 第二級（貴族）                       |            | 支持 |
|            | 第一代羅克斯堡公爵約翰·克爾                   | 第二級（貴族）                       | 飛行小隊   | 支持 |
|            | 第六代哈丁頓伯爵托馬斯·漢密爾頓               | 第二級（貴族）                       |            | 支持 |
|            | 第五代勞德代爾伯爵約翰·梅特蘭                 | 第二級（貴族）                       |            | 支持 |
|            | 第四代維米斯伯爵大衛·維米斯                   | 第二級（貴族）                       |            | 支持 |
|            | 第五代達爾豪斯伯爵威廉·拉姆齊                 | 第二級（貴族）                       |            | 支持 |
|            | 第四代芬勒特伯爵詹姆斯·奧格威                 | 第二級（貴族）                       |            | 支持 |
|            | 第三代利文伯爵大衛·萊斯利                     | 第二級（貴族）                       |            | 支持 |
|            | 第四代北埃斯克伯爵大衛·卡內基                 | 第二級（貴族）                       |            | 支持 |
|            | 第三代巴爾卡里斯伯爵科林·林賽                 | 第二級（貴族）                       |            | 支持 |
|            | 第一代福弗爾伯爵阿奇博爾德·道格拉斯           | 第二級（貴族）                       |            | 支持 |
|            | 第一代基爾馬諾克伯爵威廉·博伊德               | 第二級（貴族）                       |            | 支持 |
|            | 第一代基彤爾伯爵約翰·基思                     | 第二級（貴族）                       |            | 支持 |
|            | 第一代馬奇蒙德伯爵帕特里克·休謨               | 第二級（貴族）                       | 飛行小隊   | 支持 |
|            | 第一代克羅馬蒂伯爵喬治·麥肯齊                 | 第二級（貴族）                       |            | 支持 |
|            | 第一代羅斯伯里伯爵阿奇博爾德·普里姆羅斯       | 第二級（貴族）                       |            | 支持 |
|            | 第一代格拉斯哥伯爵大衛·波爾                   | 第二級（貴族）                       |            | 支持 |
|            | 第一代霍普敦伯爵查理·霍普                     | 第二級（貴族）                       |            | 支持 |
|            | 第一代黛若連伯爵亨利·斯科特                   | 第二級（貴族）                       |            | 支持 |
|            | 艾萊伯爵阿奇博爾德·坎貝爾                     | 第二級（貴族）                       |            | 支持 |
|            | 達普林子爵威廉·海伊                           | 第二級（貴族）                       |            | 支持 |
|            | 第十二代福布斯勳爵威廉·福布斯                 | 第二級（貴族）                       |            | 支持 |
|            | 第八代埃爾芬斯通勳爵約翰·埃爾芬斯通           | 第二級（貴族）                       |            | 支持 |
|            | 第十二代羅斯勳爵威廉·羅斯                     | 第二級（貴族）                       |            | 支持 |
|            | 第七代托菲肯勳爵詹姆斯·桑迪蘭茲               | 第二級（貴族）                       |            | 支持 |
|            | 第四代弗雷澤勳爵查理斯·弗雷澤                 | 第二級（貴族）                       |            | 支持 |
|            | 第三代班夫勳爵喬治·奧格威                     | 第二級（貴族）                       |            | 支持 |
|            | 第四代埃利班克勳爵亞歷山大·莫瑞               | 第二級（貴族）                       |            | 支持 |
|            | 第三代達弗斯勳爵肯尼斯·薩瑟蘭                 | 第二級（貴族）                       |            | 支持 |
|            | 第四代羅洛勳爵羅伯特·羅洛                     | 第二級（貴族）                       |            | 支持 |
|            | 菲利普霍赫勳爵詹姆斯·莫瑞                     | 第二級（貴族）／文案主事官           |            | 支持 |
|            | 奧米斯頓勳爵亞當·科伯恩                       | 第二級（貴族）／蘇格蘭主事官         |            | 支持 |
|            | 因弗埃斯克的羅伯特·迪克森                     | 第二級（郡代表）／愛丁堡郡           |            | 支持 |
|            | 德爾頓的威廉·尼斯貝                           | 第二級（郡代表）／哈丁頓郡           | 飛行小隊   | 支持 |
|            | 奧米斯頓的小約翰·科伯恩                       | 第二級（郡代表）／哈丁頓郡           | 飛行小隊   | 支持 |
|            | 史雲頓的約翰·史雲頓                           | 第二級（郡代表）／貝里克郡           | 内廷黨     | 支持 |
|            | 塞斯诺克的亞歷山大·坎貝爾                     | 第二級（郡代表）／貝里克郡           |            | 支持 |
|            | 格林黑德的威廉·克爾                           | 第二級（郡代表）／羅克斯堡郡         | 飛行小隊   | 支持 |
|            | 卡弗斯的阿奇博爾德·道格拉斯                   | 第二級（郡代表）／羅克斯堡郡         | 内廷黨     | 支持 |
|            | 格魯比特的威廉·班納特                         | 第二級（郡代表）／羅克斯堡郡         | 内廷黨     | 支持 |
|            | 鮑希爾的約翰·莫瑞                             | 第二級（郡代表）／塞爾扣克郡         | 内廷黨     | 支持 |
|            | 海寧的約翰·普林格                             | 第二級（郡代表）／塞爾扣克郡         | 内廷黨     | 支持 |
|            | 普雷斯頓格蘭奇的威廉·莫里森                   | 第二級（郡代表）／皮布爾斯郡         | 内廷黨     | 支持 |
|            | 霍斯堡的亞歷山大·霍斯堡                       | 第二級（郡代表）／皮布爾斯郡         |            | 支持 |
|            | 賈維斯森林的喬治·貝利                         | 第二級（郡代表）／拉納克郡           | 飛行小隊   | 支持 |
|            | 韋斯特霍爾的約翰·約翰斯通                     | 第二級（郡代表）／鄧弗里斯郡         | 内廷黨     | 支持 |
|            | 多諾赫的威廉·道格拉斯                         | 第二級（郡代表）／鄧弗里斯郡         |            | 支持 |
|            | 卡斯爾斯圖亞特的威廉·斯圖亞特                 | 第二級（郡代表）／威格敦郡           |            | 支持 |
|            | 索比的約翰·斯圖亞特                           | 第二級（郡代表）／威格敦郡           | 内廷黨     | 支持 |
|            | 吉凡的弗朗西斯·蒙哥馬利                       | 第二級（郡代表）／艾爾郡             | 内廷黨     | 支持 |
|            | 格倫穆爾的威廉·達爾林普爾                     | 第二級（郡代表）／艾爾郡             | 内廷黨     | 支持 |
|            | 蒂利卡特里的羅伯特·斯圖亞特                   | 第二級（郡代表）／比特郡             |            | 支持 |
|            | 波洛克的羅伯特·波洛克                         | 第二級（郡代表）／倫弗魯郡           | 内廷黨     | 支持 |
|            | 雷爾的約翰·蒙哥馬利                           | 第二級（郡代表）／林利斯戈郡         |            | 支持 |
|            | 格蘭伊格爾斯的約翰·荷頓                       | 第二級（郡代表）／珀斯郡             | 飛行小隊   | 支持 |
|            | 戈蒂的蒙戈·格雷姆                             | 第二級（郡代表）／珀斯郡             | 飛行小隊   | 支持 |
|            | 萊斯的托馬斯·伯內特                           | 第二級（郡代表）／金卡丁郡           | 内廷黨     | 支持 |
|            | 皮特梅登的小威廉·西頓                         | 第二級（郡代表）／阿伯丁郡           | 飛行小隊   | 支持 |
|            | 格蘭特的亞歷山大·格蘭特                       | 第二級（郡代表）／延文禮士郡         | 内廷黨     | 支持 |
|            | 肯尼斯·麥肯齊                                 | 第二級（郡代表）／克羅默蒂郡         |            | 支持 |
|            | 卡德伯爾的艾尼亞斯·麥克勞德                   | 第二級（郡代表）／克羅默蒂郡         |            | 支持 |
|            | 馬莫爾的約翰·坎貝爾                           | 第二級（郡代表）／阿蓋爾郡           | 内廷黨     | 支持 |
|            | 奥欣布雷克的詹姆斯·坎貝爾                     | 第二級（郡代表）／阿蓋爾郡           | 内廷黨     | 支持 |
|            | 阿德金格拉斯的小詹姆斯·坎貝爾                 | 第二級（郡代表）／阿蓋爾郡           | 内廷黨     | 支持 |
|            | 安斯特拉瑟的威廉·安斯特拉瑟                   | 第二級（郡代表）／法夫郡             |            | 支持 |
|            | 皮特柯的詹姆斯·哈里伯頓                       | 第二級（郡代表）／福弗爾郡           | 飛行小隊   | 支持 |
|            | 格拉斯索赫的亞歷山大·阿伯克隆比               | 第二級（郡代表）／班夫郡             | 内廷黨     | 支持 |
|            | 亨普里格的詹姆斯·鄧巴                         | 第二級（郡代表）／凱斯內斯郡         |            | 支持 |
|            | 埃吉爾賽的亞歷山大·道格拉斯                   | 第二級（郡代表）／奧克尼和設德蘭     | 内廷黨     | 支持 |
|            | 金羅斯的約翰·布魯斯                           | 第二級（郡代表）／金羅斯郡           | 飛行小隊   | 支持 |
|            | 約翰·斯克林傑                                 | 第三級（自治城鎮代表）／鄧迪         |            | 支持 |
|            | 阿爾瓦的約翰·厄斯金                           | 第三級（自治城鎮代表）／本泰蘭       |            | 支持 |
|            | 約翰·穆爾                                     | 第三級（自治城鎮代表）／艾爾         |            | 支持 |
|            | 詹姆斯·斯科特                                 | 第三級（自治城鎮代表）／蒙羅斯       | 内廷黨     | 支持 |
|            | 安斯特拉瑟的約翰·安斯特拉瑟                   | 第三級（自治城鎮代表）／東安斯特拉瑟 |            | 支持 |
|            | 詹姆斯·斯皮特爾                               | 第三級（自治城鎮代表）／因弗基思     |            | 支持 |
|            | 帕特里克·蒙克里夫                             | 第三級（自治城鎮代表）／金霍恩       | 内廷黨     | 支持 |
|            | 安德魯·休姆                                   | 第三級（自治城鎮代表）／卡克迪       | 飛行小隊   | 支持 |
|            | 彼特·霍爾基特                                 | 第三級（自治城鎮代表）／鄧弗姆林     | 飛行小隊   | 支持 |
|            | 詹姆斯·斯莫利特                               | 第三級（自治城鎮代表）／鄧巴頓       | 内廷黨     | 支持 |
|            | 威廉·卡米歇爾                                 | 第三級（自治城鎮代表）／拉納克       |            | 支持 |
|            | 威廉·薩瑟蘭                                   | 第三級（自治城鎮代表）／額爾金       |            | 支持 |
|            | 丹尼爾·麥克勞德                               | 第三級（自治城鎮代表）／泰恩         |            | 支持 |
|            | 大衛·達爾林普爾                               | 第三級（自治城鎮代表）／卡爾洛斯     | 内廷黨     | 支持 |
|            | 亞歷山大·奧格威                               | 第三級（自治城鎮代表）／班夫         |            | 支持 |
|            | 約翰·克拉克                                   | 第三級（自治城鎮代表）／惠特霍恩     | 内廷黨     | 支持 |
|            | 約翰·羅斯                                     | 第三級（自治城鎮代表）／惠特霍恩     |            | 支持 |
|            | 休·達爾林普爾                                 | 第三級（自治城鎮代表）／北貝里克     |            | 支持 |
|            | 帕特里克·奧格威                               | 第三級（自治城鎮代表）／庫倫         | 内廷黨     | 支持 |
|            | 喬治·阿勒代斯                                 | 第三級（自治城鎮代表）／基彤爾       | 内廷黨     | 支持 |
|            | 威廉·阿維斯                                   | 第三級（自治城鎮代表）／桑克爾       |            | 支持 |
|            | 詹姆斯·貝休恩                                 | 第三級（自治城鎮代表）／基爾倫尼     |            | 支持 |
|            | 羅德里克·麥肯齊                               | 第三級（自治城鎮代表）／福特羅斯     |            | 支持 |
|            | 約翰·厄克特                                   | 第三級（自治城鎮代表）／多諾赫       |            | 支持 |
|            | 丹尼爾·坎貝爾                                 | 第三級（自治城鎮代表）／因弗雷里     | 内廷黨     | 支持 |
|            | 羅伯特·福布斯                                 | 第三級（自治城鎮代表）／因弗魯里     |            | 支持 |
|            | 羅伯特·道格拉斯                               | 第三級（自治城鎮代表）／柯克沃爾     |            | 支持 |
|            | 亞歷山大·梅特蘭                               | 第三級（自治城鎮代表）／因弗貝爾維   | 内廷黨     | 支持 |
|            | 喬治·達爾林普爾                               | 第三級（自治城鎮代表）／斯特蘭拉爾   |            | 支持 |
|            | 查理斯·坎貝爾                                 | 第三級（自治城鎮代表）／坎貝爾城     |            | 支持 |
| 總支持票數 | 總支持票數                                    | 總支持票數                           | 總支持票數 | 106  |
|            | 第四代漢密爾頓公爵詹姆斯·漢密爾頓             | 第二級（貴族）                       |            | 反對 |
|            | 第一代安納戴爾侯爵威廉·約翰斯通               | 第二級（貴族）                       |            | 反對 |
|            | 第十三代埃羅爾伯爵查理斯·海伊                 | 第二級（貴族）                       |            | 反對 |
|            | 第九代馬修伯爵威廉·基斯                       | 第二級（貴族）                       |            | 反對 |
|            | 第九代布臣伯爵大衛·厄斯金                     | 第二級（貴族）                       |            | 反對 |
|            | 第九代凱斯內斯伯爵亞歷山大·辛克萊             | 第二級（貴族）                       |            | 反對 |
|            | 第六代威格敦伯爵約翰·弗萊明                   | 第二級（貴族）                       |            | 反對 |
|            | 第五代加洛韋伯爵詹姆斯·斯圖爾特               | 第二級（貴族）                       |            | 反對 |
|            | 第五代斯托蒙特子爵大衛·莫瑞                   | 第二級（貴族）                       |            | 反對 |
|            | 第三代基爾賽斯子爵威廉·李文斯頓               | 第二級（貴族）                       |            | 反對 |
|            | 第十二代索爾頓勳爵威廉·弗雷澤                 | 第二級（貴族）                       |            | 反對 |
|            | 第十代森皮爾勳爵弗朗西斯·森皮爾               | 第二級（貴族）                       |            | 反對 |
|            | 第七代奥利芬特勳爵查理斯·奥利芬特             | 第二級（貴族）                       |            | 反對 |
|            | 第四代巴爾梅里諾勳爵約翰·埃爾芬斯通           | 第二級（貴族）                       |            | 反對 |
|            | 第六代布蘭太爾勳爵華特·斯圖亞特               | 第二級（貴族）                       |            | 反對 |
|            | 第三代巴格尼勳爵威廉·漢密爾頓                 | 第二級（貴族）                       |            | 反對 |
|            | 第二代貝翰文和斯坦頓勳爵約翰·漢密爾頓         | 第二級（貴族）                       |            | 反對 |
|            | 第三代奧希爾特里的科爾維爾勳爵羅伯特·科爾維爾 | 第二級（貴族）                       |            | 反對 |
|            | 第三代金耐德勳爵帕特里克·金耐德               | 第二級（貴族）                       |            | 反對 |
|            | 方廷霍爾的約翰·勞德                           | 第二級（郡代表）／哈丁頓郡           |            | 反對 |
|            | 索爾頓的安德魯·弗萊徹                         | 第二級（郡代表）／哈丁頓郡           |            | 反對 |
|            | 朗弗梅克斯的羅伯特·辛克萊                     | 第二級（郡代表）／貝里克郡           |            | 反對 |
|            | 倫頓的帕特里克·休姆                           | 第二級（郡代表）／貝里克郡           |            | 反對 |
|            | 明托的吉爾伯特·埃利奧特                       | 第二級（郡代表）／羅克斯堡郡         |            | 反對 |
|            | 萊明頓的威廉·貝利                             | 第二級（郡代表）／拉納克郡           |            | 反對 |
|            | 史蒂文森的小約翰·辛克萊                       | 第二級（郡代表）／拉納克郡           |            | 反對 |
|            | 艾肯黑德的詹姆斯·漢密爾頓                     | 第二級（郡代表）／拉納克郡           |            | 反對 |
|            | 伊勒的亞歷山大·漢密爾頓                       | 第二級（郡代表）／鄧弗里斯郡         |            | 反對 |
|            | 卡爾頓的休·卡夫卡特                           | 第二級（郡代表）／艾爾郡             |            | 反對 |
|            | 畢曉普頓的約翰·布里斯班                       | 第二級（郡代表）／艾爾郡             |            | 反對 |
|            | 基爾馬諾克的威廉·科克倫                       | 第二級（郡代表）／鄧巴頓郡           |            | 反對 |
|            | 盧斯的漢弗萊·科洪                             | 第二級（郡代表）／鄧巴頓郡           |            | 反對 |
|            | 休斯頓的約翰·休斯頓                           | 第二級（郡代表）／倫弗魯郡           |            | 反對 |
|            | 波豪斯的羅伯特·羅洛                           | 第二級（郡代表）／斯特靈郡           |            | 反對 |
|            | 休斯頓的托馬斯·夏普                           | 第二級（郡代表）／林利斯戈郡         |            | 反對 |
|            | 斯特魯恩的約翰·莫瑞                           | 第二級（郡代表）／珀斯郡             |            | 反對 |
|            | 皮特里格的亞歷山大·戈登                       | 第二級（郡代表）／阿伯丁郡           |            | 反對 |
|            | 科洛登的約翰·福布斯                           | 第二級（郡代表）／奈恩郡             |            | 反對 |
|            | 貝爾福的大衛·貝休恩                           | 第二級（郡代表）／法夫郡             |            | 反對 |
|            | 鄧博的亨利·貝爾福                             | 第二級（郡代表）／法夫郡             |            | 反對 |
|            | 蘭奇洛的托馬斯·霍普                           | 第二級（郡代表）／法夫郡             |            | 反對 |
|            | 奥赫特豪斯的帕特里克·里昂                     | 第二級（郡代表）／福弗爾郡           |            | 反對 |
|            | 菲恩哈文的詹姆斯·卡内基                       | 第二級（郡代表）／福弗爾郡           |            | 反對 |
|            | 芬特里的小大衛·格雷姆                         | 第二級（郡代表）／福弗爾郡           |            | 反對 |
|            | 卡迪納斯的威廉·馬克士威                       | 第二級（郡代表）／柯庫布里郡         |            | 反對 |
|            | 帕根的亞歷山大·麥凱                           | 第二級（郡代表）／柯庫布里郡         |            | 反對 |
|            | 斯特姆斯特的詹姆斯·辛克萊                     | 第二級（郡代表）／凱斯內斯郡         |            | 反對 |
|            | 英尼斯的亨利·英尼斯                           | 第二級（郡代表）／額爾金郡           |            | 反對 |
|            | 因什庫特爾的喬治·麥肯齊                       | 第二級（郡代表）／羅斯郡             |            | 反對 |
|            | 羅伯特·英格利斯                               | 第三級（自治城鎮代表）／愛丁堡       |            | 反對 |
|            | 克雷格的亞歷山大·羅伯森                       | 第三級（自治城鎮代表）／珀斯         |            | 反對 |
|            | 帕多文的華特·斯圖亞特                         | 第三級（自治城鎮代表）／林利斯戈     |            | 反對 |
|            | 巴斯比的休·蒙哥馬利                           | 第三級（自治城鎮代表）／格拉斯哥     | 内廷黨     | 反對 |
|            | 亞歷山大·艾德格                               | 第三級（自治城鎮代表）／哈丁頓       |            | 反對 |
|            | 德拉穆爾的亞歷山大·達夫                       | 第三級（自治城鎮代表）／延文禮士     |            | 反對 |
|            | 弗朗西斯·莫里森                               | 第三級（自治城鎮代表）／布里金       |            | 反對 |
|            | 華特·斯科特                                   | 第三級（自治城鎮代表）／傑德堡       |            | 反對 |
|            | 羅伯特·斯科特                                 | 第三級（自治城鎮代表）／塞爾扣克     |            | 反對 |
|            | 羅伯特·凱利                                   | 第三級（自治城鎮代表）／鄧巴         |            | 反對 |
|            | 約翰·哈奇森                                   | 第三級（自治城鎮代表）／阿布羅斯     |            | 反對 |
|            | 阿奇博爾德·謝爾斯                             | 第三級（自治城鎮代表）／皮布爾斯     |            | 反對 |
|            | 約翰·里昂                                     | 第三級（自治城鎮代表）／福弗爾       |            | 反對 |
|            | 艾斯利埃斯克的喬治·布羅迪                     | 第三級（自治城鎮代表）／福里斯       |            | 反對 |
|            | 喬治·斯彭斯                                   | 第三級（自治城鎮代表）／拉瑟格倫     |            | 反對 |
|            | 米尔纳克雷格的大衛·克尼厄姆                   | 第三級（自治城鎮代表）／勞德         |            | 反對 |
|            | 登比的約翰·卡魯瑟斯                           | 第三級（自治城鎮代表）／洛支麥本     |            | 反對 |
|            | 喬治·休姆                                     | 第三級（自治城鎮代表）／新格洛威     |            | 反對 |
|            | 圖諾克的約翰·貝恩                             | 第三級（自治城鎮代表）／丁沃爾       |            | 反對 |
|            | 羅伯特·弗雷澤                                 | 第三級（自治城鎮代表）／維克         |            | 反對 |
| 總反對票數 | 總反對票數                                    | 總反對票數                           | 總反對票數 | 69   |
| 投票人數   | 投票人數                                      | 投票人數                             | 投票人數   | 175  |
| 資料來源： |                                               |                                      |            |      |

### 腳註
1. ↑  《1896年簡稱法令》的第1條及附表一授權以此簡稱引稱本法令。《1896年簡稱法令》現已被廢除，並改由《1978年解釋法令》第19(2)條授權簡稱之使用。
2. ↑  聯合條約第一條
3. ↑   . 维基文库. 1707 （英文）.
4. ↑  西蒙·沙瑪 （主持人）. . . 第10集.  3分鐘 记录于. 2001-05-22. 英國廣播公司第一台.
5. ↑  Larkin, Hughes 1973，第19頁.
6. ↑  Lockyer 1998，第51–52頁.
7. ↑  Lockyer 1998，第54–59頁.
8. ↑  Stephen 2010，第55–58頁.
9. ↑  McDonald 1998，第75–76頁.
10. ↑  Robertson 2014，第125頁.
11. ↑  Harris 2015，第53–54頁.
12. ↑  Morrill 1990，第162頁.
13. ↑  .   [2021-01-19]. （原始内容存档于2020-02-22）.
14. ↑  1657年通過的法令之詳題為《本法令及公告涉及數條在1653年4月20日後及1654年9月3日前通過之法令及條例，及其他法令。》。
15. ↑  .   [2021-01-19]. （原始内容存档于2008-10-12）.
16. ↑  MacIntosh 2007，第79–87頁.
17. ↑  Whatley 2001，第95頁.
18. ↑  Lynch 1992，第305頁.
19. ↑  Harris 2007，第404–406頁.
20. ↑  Whatley 2006，第91頁.
21. ↑  Mitchison 2002，第301–302頁.
22. ↑  Richards 2004，第79頁.
23. ↑  Mitchison 2002，第314頁.
24. ↑  Munck 2005，第429–431頁.
25. ↑  Jackson 2003，第38–54頁.
26. ↑  Horwitz 1986，第10–11頁.
27. 1 2  Lynch 1992，第300–303頁.
28. ↑  Lynch, Michael. . Pimlico. 1992: 311. ISBN 0-7126-9893-0.
29. ↑  Cullen 2010，第117頁.
30. ↑  Whatley 2001，第48頁.
31. ↑  Watt 2007，第?頁.
32. ↑  Whatley 1989，第160–165頁.
33. ↑  . BBC.   [16 March 2016]. （原始内容存档于2020-11-12）.
34. ↑  Bambery 2014，第?頁.
35. ↑  The Humble Address of the Commissioners to the General Convention of the Royal Burrows of this Ancient Kingdom Convened the Twenty-Ninth of October 1706, at Edinburgh.
36. ↑  . www.electricscotland.com.   [2022-10-11]. （原始内容存档于2022-09-30）.
37. 1 2  . UK Parliament website. 2007  [5 February 2013]. （原始内容存档于2009-06-19）.
38. ↑  . UK Parliament website. 2007  [5 February 2013]. （原始内容存档于2009-07-21）.
39. ↑  . UK parliament website. 2007  [5 February 2013]. （原始内容存档于2009-06-19）.
40. ↑  . UK Parliament website. 2007  [5 February 2013]. （原始内容存档于2009-06-19）.
41. ↑  Riley 1969，第523–524頁.
42. ↑  G.N. Clark, The Later Stuarts, 1660–1714 (2nd ed. 1956) pp 290–93.
43. ↑  . TheyWorkForYou.   [2022-10-11]. （原始内容存档于2022-10-16） （英语）.
44. ↑  由時任蘇格蘭文化部長帕翠夏·弗格森於2006年11月9日宣佈
45. ↑  Parliament commons, lists. . London. 1878: 598-602  [2020-11-18] （英语）.[]
46. ↑  K.M. Brown et al eds (St Andrews, 2007-2020). . www.rps.ac.uk.   [2020-11-18]. （原始内容存档于2021-06-26）.

### 來源
- Bambery, Chris. . Verso. 2014. ISBN 978-1786637871.
- Harris, Tim. . Penguin. 2007. ISBN 978-0141016528.
- Harris, Tim. . OUP Oxford. 2015. ISBN 978-0198743118.
- Horwitz, Henry. . MUP. 1986. ISBN 978-0719006616.
- Jackson, Clare. . Boydell Press. 2003. ISBN 978-0851159300.
- Kaplan, Lawrence. . Journal of British Studies. May 1970, 9 (2). JSTOR 175155.
- Larkin, James F.; Hughes, Paul L. (编). . Clarendon Press. 1973.
- Lynch, Michael. . Pimlico Publishing. 1992. ISBN 978-0712698931.
- Lockyer, R. . London: Addison Wesley Longman. 1998. ISBN 978-0-582-27962-9.
- MacIntosh, Gillian. . Edinburgh University Press. 2007. ISBN 978-0748624577.
- McDonald, Alan. . Routledge. 1998. ISBN 978-1859283738.
- Mitchison, Rosalind. . Routledge. 2002. ISBN 978-0415278805.
- Morrill, John. . Longman. 1990. ISBN 978-0582016750.
- Munck, Thomas. . Palgrave. 2005. ISBN 978-1403936196.
- Richards, E. . Continuum. 2004. ISBN 1852854413.
- Riley, P. W. J. . The English Historical Review. 1969, 84 (332): 498–527  [2022-03-19]. ISSN 0013-8266. JSTOR 562482. （原始内容存档于2022-03-19）.
- Robertson, Barry. . Routledge. 2014. ISBN 978-1317061069.
- Stephen, Jeffrey. . Journal of British Studies. 2010-01, 49 (1): 47–72. ISSN 0021-9371. doi:10.1086/644534 （英语）.}
- Watt, Douglas. . Luath Press. 2007. ISBN 978-1906307097.
- Whatley, C. . East Linton: Tuckwell Press. 2001. ISBN 978-1-86232-140-3.
- Whatley, C. . Edinburgh University Press. 2006. ISBN 978-0-7486-1685-5.
- Whatley, Christopher A. . Scottish Historical Review. 1989, 68 (2): 150–181  [2022-03-19]. ISSN 0036-9241. （原始内容存档于2021-04-17） （英语）.

## 擴展閱讀
- Defoe, Daniel. A tour thro' the Whole Island of Great Britain, 1724–27
- Defoe, Daniel. The Letters of Daniel Defoe, GH Healey editor. Oxford: 1955.
- Fletcher, Andrew (Saltoun). An Account of a Conversation
- Lockhart, George, "The Lockhart Papers", 1702–1728

## 外部連結
- 兩國聯合法令全文（页面存档备份，存于）
- 1706年與蘇格蘭聯合法令的當今生效版本（包括所有修訂）（官方文本由英國成文法資料庫提供）
- 1707年與英格蘭聯合法令的當今生效版本（包括所有修訂）（官方文本由英國成文法資料庫提供）
- 蘇格蘭國會記錄的《1707年與英格蘭聯合法令》（页面存档备份，存于）
- 國會檔案館收藏的法令原本（页面存档备份，存于）